# Kurt Robitschek
Kurt Robitschek, auch Curt Robitschek, Pseudonym in den USA Ken Robey (geboren 23. August 1890 in Prag, Österreich-Ungarn; gestorben 16. Dezember 1950 in New York, USA) war ein österreichischer Schriftsteller, Kabarettist und Theater-Direktor.

## Leben
Kurt Robitschek war ein Sohn von Ludwig (* 1855; † 1918 Wien) und Laura Robitschek, geb. Mautner (* 1861 Leipa; † 1937 Wien). Er wuchs in Wien auf und begann seine Karriere beim Wiener Simplicissimus. 1916 schrieb er für Robert Stolz das Wienerlied Im Prater blüh’n wieder die Bäume. Seit 1924 lebte er in Berlin.
Im Berlin der Zwanziger Jahre war Robitschek ein populärer Conférencier, er war 1924 Mitgründer des Kabaretts der Komiker, schrieb Buch- und Schallplattenkritiken und gab die satirische Monatszeitschrift Die Frechheit heraus. Nach der Machtergreifung der Nationalsozialisten 1933 emigrierte er nach Prag und von dort nach Wien. Im Januar 1936 ging er nach Paris und im Juni nach London, im August 1937 in die USA, wo er unter dem Namen Ken Robey Tourneen arrangierte. Im März 1938 heiratete er in El Paso (Texas) Ilse Bois, eine bekannte Kabarettistin und Schauspielerin. Im März 1949 wurde er als Ken Robey amerikanischer Staatsbürger.
Kurt Robitschek ist auf dem Cedar Park Cemetry in Paramus, New Jersey begraben.